# Gregorio XIV
Gregorio XIV (Somma Lombardo, 11 de febrero de 1535-Roma, 16 de octubre de 1591) fue el papa 229.º de la Iglesia católica, de 1590 a 1591.

## Orígenes y formación
Nacido Niccolò Sfondrati en la comuna de Somma Lombardo (actualmente en la provincia de Varese región de Lombardía, cuando formaba parte del Ducado de Milán), en la clase alta de la sociedad milanesa, pero fue conocido por su modesto estilo de vida y rigurosa devoción. Su padre era Francesco Sfondrati, un senador de la antigua comuna de Milán nombrado cardenal por el papa Paulo III y su madre era Anna Visconti, miembro de la Casa de Visconti y quien falleció durante el parto.
Realizó sus estudios en Perugia y Padua.

## Carrera eclesiástica
Fue ordenado sacerdote en 1551 y en 1560 fue consagrado obispo de Cremona por el cardenal Carlos Borromeo, participando en el Concilio de Trento entre 1561 y 1563 y siendo miembro de la comisión pro índice librorum en 1562.

## Cardenalato
El 12 de diciembre de 1583 fue nombrado por Gregorio XIII cardenal presbítero de Santa Cecilia. Durante este tiempo fue amigo cercano de san Felipe Neri, quien predijo su elección como sumo pontífice.

## Papado

### Elección
A la muerte de Urbano VII fue elegido su sucesor en un cónclave que se prolongó durante más de dos meses debido a la injerencia en el mismo del que pretendía que el elegido fuera uno de los siete cardenales que el rey español Felipe II consideraba adecuados para ocupar el solio pontificio.

### Actuación pontifical
El papa Gregorio XIV no contaba con experiencia política, razón por la cual cedió la administración diplomática a su sobrino, el cardenal Paolo Emilio Sfondrati. Presidió dos consistorios en los cuales nombró a cinco nuevos cardenales.
Su mandato no estuvo marcado por grandes acontecimientos o problemas. El único hecho relevante del mismo fue que, instigado por el rey de España y el duque de Mayenne, excomulgó a Enrique IV de Francia, que se había puesto de acuerdo con los reformistas, declarándolo hereje para después privarlo de sus dominios. Tras ello, ofreció a Felipe II el trono de Francia como sucesor de Enrique III de Valois, lo cual obligó a la conversión al catolicismo del sucesor legítimo Enrique IV para acceder al trono francés.

### En la literatura
Las profecías de san Malaquías, a este Papa le correspondería el lema Ex antiquitate urbis (De la antigüedad de la ciudad). Sin embargo, el lema se aplica mejor al cardenal que, en el Cónclave de 1590, le disputaba el solio papal, Girolamo Simoncelli. Simoncelli era originario de Orvieto (Urbs Vetus en latín, es decir, ciudad-antigua); por el contrario, para hacer que a Sfrondati le encaje el lema Ex antiquitate urbis, hay que decir generalidades. A raíz de este dato el jesuita Claude-François Menestrier demostró en 1689 que la lista atribuida a san Malaquías de Armagh es una falsificación originada en el mismo Simoncelli o alguno de su partido para favorecer su candidatura a la muerte de Urbano VII.